# Свислочский сельсовет (Гродненская область)
Свислочский сельсовет — административная единица на территории Свислочского района Гродненской области Республики Беларусь.

## Состав
Свислочский сельсовет включает 24 населённых пункта:
- Бортники — деревня.
- Видейки — деревня.
- Гончары — деревня.
- Грицки — деревня.
- Дворчаны — деревня.
- Дуброва — деревня.
- Дудичи — деревня.
- Занки 1 — деревня.
- Занки 2 — деревня.
- Ковали — деревня.
- Казейки — деревня.
- Кобыльники — посёлок.
- Мельново — посёлок.
- Монтовты — деревня.
- Нестеровичи — деревня.
- Пацуи — агрогородок.
- Раневичи — деревня.
- Рожки 1 — деревня.
- Рожки 2 — деревня.
- Рудавка — деревня.
- Саки — деревня.
- Ханчицы — агрогородок.
- Юбилейная — деревня.
- Ятвезь — деревня.